# Tor Norberg
Tor Norberg, född den 17 december 1888 i Hålta, Sverige, död 4 augusti 1972 i Clearwater, Florida, var en svensk gymnast.
Han tog OS-guld i lagmångkampen i samband med de olympiska gymnastiktävlingarna 1908 i London.